# Laura Hrebec
Laura Hrebec (* 12. Mai 1977 in Vevey) ist eine Schweizer Ausdauerathletin, Triathletin und Multisportlerin. Sie ist Duathlon-Europameisterin (2015) und zweifache Schweizermeisterin Halbmarathon (2016, 2017).

## Werdegang
Laura Hrebec fing als 14 Jahren mit Rudersport an und wechselte 2003 als 26-Jährige zum Triathlon.
2006 belegte sie bei der Triathlon-Weltmeisterschaft in Lausanne den fünften Rang in der Klasse Frauen 25–29. Im Mai 2010 gewann sie den Genf-Marathon.
Hrebec wird trainiert von Magali Di Marco. 2014 wurde sie Dritte bei der Duathlon-Weltmeisterschaft in Zofingen.

### Europameisterin Duathlon-Langdistanz 2015
Im April 2015 wurde sie Europameisterin auf der Duathlon-Langdistanz. Beim Switzerland Marathon light wurde sie im September 2016 Schweizermeisterin Halbmarathon und sie konnte 2017 diesen Erfolg beim Greifenseelauf wiederholen.
Im Oktober 2017 gewann die 40-Jährige zum zweiten Mal nach 2012 und mit persönlicher Bestzeit den Lausanne-Marathon. 2015 und 2016 hatte sie hier auch die Halbmarathon-Distanz für sich entscheiden können.
Sie ist verheiratet und lebt heute mit ihrem Mann und zwei Töchtern in Illarsaz.

## Sportliche Erfolge
| Datum/Jahr    | Rang | Wettbewerb                                | Austragungsort        | Zeit       | Bemerkung                                          |
| ------------- | ---- | ----------------------------------------- | --------------------- | ---------- | -------------------------------------------------- |
| 21. Okt. 2017 | 1    | Lausanne-Marathon                         | Lausanne              | 02:40:28   | persönliche Marathon-Bestzeit                      |
| 16. Sep. 2017 | 1    | Greifenseelauf                            | Kanton Zürich         | 01:16:33   | Siegerin Halbmarathon und damit Schweizermeisterin |
| Okt. 2016     | 1    | Lausanne-Marathon                         | Lausanne              | 01:16.27,6 | Siegerin Halbmarathon                              |
| 3. Okt. 2016  | 2    | Murtenlauf                                | Freiburg im Üechtland | 02:41      | Zweite hinter Martina Strähl                       |
| Sep. 2016     | 1    | Switzerland Marathon light                | Sarnen                | 01:15.49,7 | Siegerin Halbmarathon und damit Schweizermeisterin |
| 10. Juli 2016 | 39   | Leichtathletik-Europameisterschaften 2016 | Amsterdam             | 01:15:08   | im Halbmarathon mit persönlicher Bestzeit          |
| 7. Apr. 2016  | 2    | 10 km Schweizermeisterschaft              | Schweiz               |            | Zweite hinter Martina Strähl                       |
| Okt. 2015     | 1    | Lausanne-Marathon                         | Lausanne              | 01:15:13,8 | Siegerin Halbmarathon                              |
| 28. Okt. 2012 | 1    | Lausanne-Marathon                         | Lausanne              | 02:41:36,5 | zweiter Marathon-Start                             |
| 9. Mai 2010   | 1    | Genf-Marathon                             | Genf                  | 02:44:32,3 |                                                    |

| Datum/Jahr    | Rang | Wettbewerb                                        | Austragungsort    | Zeit     | Bemerkung                                                                                        |
| ------------- | ---- | ------------------------------------------------- | ----------------- | -------- | ------------------------------------------------------------------------------------------------ |
| 12. Apr. 2015 | 1    | ETU Long Distance Duathlon European Championships | Horst aan de Maas | 02:46:23 | Europameisterin Duathlon-Langdistanz (10 km erster Lauf, 60 km Radfahren und 10 km zweiter Lauf) |
| 7. Sep. 2014  | 3    | ITU Duathlon Long Distance World Championships    | Zofingen          | 07:20:52 | Duathlon-Weltmeisterschaft                                                                       |

| Datum/Jahr   | Rang | Wettbewerb                                | Austragungsort | Zeit     | Bemerkung                               |
| ------------ | ---- | ----------------------------------------- | -------------- | -------- | --------------------------------------- |
| 2. Sep. 2006 | 5    | ITU Triathlon World Championship 25–29    | Lausanne       | 02:17:32 | hinter der Siegerin Chrissie Wellington |
| 2. Sep. 2006 | 2    | ETU Triathlon European Championship 25–29 | Lausanne       | 02:38:55 |                                         |